# Dexter (Minnesota)
Dexter è un comune degli Stati Uniti d'America, situato nello Stato del Minnesota, nella Contea di Mower.